# Colonia las Lumbreras
Colonia las Lumbreras är en ort i Mexiko.   Den ligger i kommunen Ayala och delstaten Morelos, i den sydöstra delen av landet, 80 km söder om huvudstaden Mexico City. Colonia las Lumbreras ligger 1 195 meter över havet och antalet invånare är 187.
Terrängen runt Colonia las Lumbreras är kuperad västerut, men österut är den platt. Runt Colonia las Lumbreras är det ganska tätbefolkat, med 239 invånare per kvadratkilometer. Närmaste större samhälle är Cuautla Morelos, 7,5 km norr om Colonia las Lumbreras. Omgivningarna runt Colonia las Lumbreras är en mosaik av jordbruksmark och naturlig växtlighet.